# Antônio Ferreira Viçoso
Antônio Vicente Ferreira Viçoso C.M., primeiro e único Conde de Conceição (Peniche, 13 de maio de 1787 — Mariana, 7 de julho de 1875), foi um bispo português membro da Congregação da Missão, escritor e missionário no Brasil. Foi o sétimo bispo da Diocese de Mariana e autor de diversas obras de caráter religioso, dentre as quais O romano. Em julho de 2014, foi reconhecido venerável pela Igreja Católica.

## Biografia
Filho de Jacinto Ferreira Viçoso, conhecido como O Manso, e de Maria Gertrudes; neto paterno de Francisco Ferreira Viçoso e de Joana Maria e, materno, de Luís dos Remédios e de Joana Francisca. Ingressou no noviciado da Congregação da Missão, em Lisboa, no dia 25 de julho de 1811, onde foi ordenado padre no dia 7 de março de 1818, aos trinta anos.
Ensinou filosofia no seminário de Évora. Vindo de Portugal para fundar missões na província de Mato Grosso, juntamente com o padre Leandro Rebelo Peixoto e Castro, com quem fundou a primeira província lazarista brasileira, acabou por se tornar diretor do Colégio do Caraça, em Minas Gerais, e mais tarde do de Jacuecanga, no Rio de Janeiro e do de Campo Belo.
Antônio Ferreira Viçoso foi indicado, no regime do padroado, por Dom Pedro II para ser bispo de Mariana no dia 12 de janeiro de 1844, aos 57 anos. Foi ordenado bispo no dia 5 de maio de 1844, pelas mãos de Dom Manuel do Monte Rodrigues de Araújo, Dom Pedro de Santa Mariana e Sousa, OCD e de Dom José Afonso de Morais Torres.
Dom Viçoso pertencia ao grupo dos bispos ultramontanos, ou reformadores, assim como dom Romualdo de Seixas, da Bahia, dom Antônio Joaquim de Melo, de São Paulo, dom Antônio de Macedo Costa, do Pará, e dom Vital de Oliveira, de Pernambuco.
Reformou o Seminário de Mariana, fundado em 1750, aplicando as normas do Concílio de Trento para a formação do clero. Confiou sua direção aos seus confrades da Congregação da Missão.
Durante seu governo, circulou o periódico Selecta Catholica (1846 – 1847), publicado por um grupo de religiosos ligados a Dom Antônio.
D. Pedro II conferiu-lhe no dia 7 de março de 1868 o título de conde de Conceição. Conselheiro imperial, recebeu ainda a comenda da Imperial Ordem de Cristo e o grau de oficial da Imperial Ordem da Rosa.
No Brasil, entre outros, criou a Paróquia São Sebastião de São Gotardo, no dia 19 de julho de 1872, com o registro de fundação na Lei Provincial n° 1905.
Seu principal biógrafo é Dom Silvério Gomes Pimenta, seu afilhado.
Faleceu no dia 5 de agosto de 1875. Em 1985, realizou-se o processo ordinário diocesano para a causa de sua beatificação e canonização. Em 1986, foi-lhe atribuído o título de Servo de Deus. No mesmo ano, foi objeto central da tese de doutorado em História Social do filósofo Maurilio Camello.

## Beatificação
Iniciado seu processo de beatificação, recebeu em 1986 o título de servo de Deus. No dia 9 de julho de 2014, o Papa Francisco reconheceu suas virtudes heroicas.

## Lema
Fides, spes et caritas. (Fé, esperança e caridade)

## Ordenações episcopais
Dom Antônio Ferreira Viçoso foi o principal celebrante da ordenação episcopal de:
- Luís Antônio dos Santos
- João Antônio dos Santos
- Pedro Maria de Lacerda

## Sucessão
Dom Antônio foi o sétimo bispo de Mariana, sucedeu a José da Santíssima Trindade Leite, OFM, e teve como sucessor dom Antônio Maria Correia de Sá e Benevides.

## Homenagens
Dois municípios de Minas Gerais recebem dele o topônimo: Dom Viçoso e Viçosa.